# مضخة خسرفي (مشرحات)
مضخة خسرفي (بالفارسية: ایستگاه خسروی) هي منطقة سكنية تقع في إيران في قسم مشرحات الريفي. يقدر عدد سكانها بـ 458 نسمة .